# Francisco Moncion
Francisco Monción (Concepción de La Vega, 6 de julio de 1918 - Nueva York, 1 de abril de 1995) fue un bailarín y coreógrafo que fue miembro fundador del New York City Ballet. En el transcurso de su larga carrera, que abarcó unos cuarenta años, creó papeles en importantes obras de George Balanchine, Jerome Robbins y otros. También fue coreógrafo y pintor aficionado talentoso.

## Vida
Monción nació en Concepción de La Vega, una gran ciudad en la provincia de La Vega en el centro de la República Dominicana. Su familia emigró a los Estados Unidos en 1922 o 1923, cuando tenía cuatro años. No comenzó el entrenamiento de baile hasta los veinte años, y fue casi por accidente. En 1938, se le ofreció una beca para la recientemente establecida Escuela de Ballet Americano, y luego se dedicó a reclutar estudiantes varones. Aceptó la oferta y pronto se encontró en clases de técnica con George Balanchine, Pierre Vladimiroff, y Anatole Oboukoff, sometidos a la estricta disciplina de la Escuela Rusa de ballet clásico. En 1942, cuando aún era estudiante, apareció en el conjunto de Balanchine's Ballet Imperial en una producción de la New Opera Company en el Majestic Theater de Nueva York. Sin embargo, como le Segunda Guerra Mundial estaba en su apogeo en Europa, pospuso sus pensamientos de convertirse en un bailarín profesional y alistado en el ejército de los Estados Unidos. Después de dos años de servicio militar, fue dado de baja, con lo cual regresó a Nueva York y comenzó su carrera teatral.

## Carrera

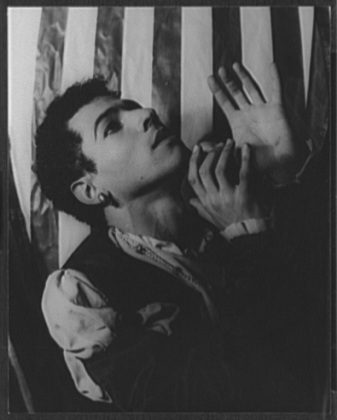
Retrato de Francisco Monción, en Sebastian LCCN2004663346

El primer compromiso de Monción como bailarín profesional fue como un "gitano" en un renacimiento de Broadway de The Merry Widow, la famosa opereta de Franz Lehár, con bailes coreografiados por Balanchine. Cuando este espectáculo se cerró, en mayo de 1944, se unió al Ballet International del Marqués de Cuevas como director, creando los papeles principales en dos producciones más importantes ese año: Sebastian de Edward Caton y Mad Tristan de Leonide Massine, una obra surrealista con diseños espectaculares de Salvador Dalí. De este último, Edwin Denby escribió, "Además de Dali, hubo otro héroe el viernes por la noche, Francisco Monción, que tomó el relevo de Tristán. Se llevó la parte más acrobática y extenuante sin ningún defecto, y más que eso, proyectó el personaje y la historia de manera convincente. Es un bailarín muy bueno, y muy excepcionalmente imaginativo."
Después de este compromiso, Monción actuó brevemente con Ballets Rusos Original del Coronel Wassily de Basil durante los primeros meses de la temporada 1946-1947. Luego se convirtió  en miembro original de Ballet Society, formado por Balanchine y Lincoln Kirstein en 1947, y más tarde de su sucesor, el New York City Ballet. Durante las cuatro décadas que pasó en estas compañías, creó varios papeles importantes y participó en muchas actuaciones históricas. En la primera presentación del New york City Ballet el 11 de octubre de 1948, bailó en los tres ballets del programa: Concerto Barocco, Orpheus, y Symphony in C. Décades más tarde, durante la temporada del vigésimo aniversario de la compañía, apareció en el estreno de la Suite Tchaikovsky n.º 2 de Jacques d'Amboise en colaboración con Robert Irving y John Serry Sr..

### Roles creados
Esta es una lista seleccionada. La coreografía es por George Balanchine a menos que se indique lo contrario. La principal fuente de información es The Balanchine Catalog.
- 1944 Sebastian: Coreografía de Edward Caton. Música de Gian Carlo Menotti. Papel: Sebastian, al lado de Viola Essen.
- 1944 Mad Tristan: Coreografía de Léonide Massine. Música de Richard Wagner. Papel: Tristan.
- 1946 The Four Temperments: Música de Paul Hindemith. Papel: Tema 3, con Gisella Caccialanza. Esto fue en la primera presentación de la Sociedad de Ballet.
- 1947 Divertimento: Música de Alexei Haieff. Papel: bailarín principal, con Mary Ellen Moylan.
- 1948 The Triumph of Bacchus and Ariadne: Ballet-Cantat. Música de Vittorio Rieti. Papel: Midas.
- 1948 Concerto Barocco: Música de Johann Sebastian Bach. Papel: bailarín principal, con Marie-Jeanne y Ruth Gilbert.
- 1948 Orpheus, Ballet en Tres Scenas: Música de Igor Stravinsky. Papel: Ángel Oscuro, con Nicholas Magallanes como Orpheus y Maria Tallchief como Eurydice.
- 1948 Sinfonía en do mayor: Música de Georges Bizet. Papel: Segundo Movimiento, Adagio, con Tanaquil Le Clercq.
- 1949 El pájaro de fuego: Música de Igor Stravinsky. Papel: Príncipe Ivan, con Maria Tallchief como el pájaro de fuego.
- 1949 Jinx: Coreografía de Lew Christensen. Música de Benjamin Britten. Papel: bailarín principal, con Janet Reed.
- 1950 The Age of Anxiety: Coreografía de Jerome Robbins. Música de Leonard Bernstein. Papel: bailarín principal con Tanaquil Le Clercq.
- 1951 La Valse: Música de Maurice Ravel. Papel: Muerte.
- 1952 Picnic at Tintagel: Coreografía de Frederick Ashton. Música de Arnold Bax. Papel: el esposo (Rey Mark), con Diana Adams como La Esposa (Iseult).

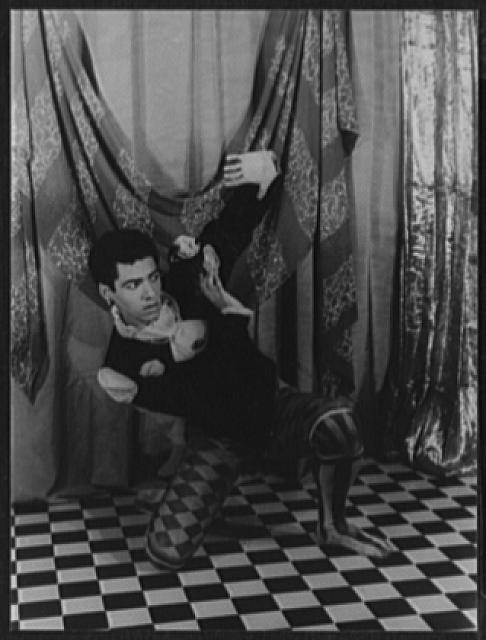
Portrait of Francisco Moncion, in Sebastian LCCN2004663350

- 1953 Afternoon of a Faun: Coreografía de Jerome Robins. Música de Claude Debussy. Papel: El Niño, con Tanaquil Le Clercq como La Niña.
- 1954 Opus 34: Música de Arnold Schoenberg. Papel: La primera vez, con Patricia Wilde.
- 1954 El cascanueces, ballet clásico en dos actos, cuatro escenas y prólogo. Música de Piotr Ilich Chaikovski. Papel: Café (Danza árabe)
- 1954 Ivesiana: Música de Charles Ives. Papel: Central Park in the Dark, con Janet Reed.
- 1959 Episodes: Música de Anton von Webern. Papel: Ricercata, con Melissa Hayden.
- 1960 The Figure in the Chapel: Ballet en Cinco Escenas. Música de George Frideric Handel. Papel: El Duque de Granada.
- 1962 El sueño de una noche de verano, ballet en dos actos y seis escenas. Música de Felix Mendelssohn. Papel: Theseus, duque de Atenas.
- 1965 Don Quijote, ballet en tres actos. Música de Nicolas Nabakov. Papel: Merlín.
- 1967 Jewels Parte 1, Emeralds: Música de Gabriel Fauré. Papel: Segunda bailarín principal, con Mimi Paul
- 1970 In The Night: Coreografía de Jerome Robbins. Música de Frédéric Chopin. Papel: bailarín principal, con Patricia McBride.
- 1972 Pulcinella: Coreografía de Balanchine y Jerome Robbins. Música de Igor Stravinsky. Papel: Diablo
- 1982 Noah and the Flood: Coreografía de Balanchine y Jacques d'Amboise. Música de Igor Stravinsky. Papel: bailarín principal.

### Diversidad artística
Al comienzo de su carrera, quedó claro que Monción nunca sería un verdadero danseur noble. Le faltaba la elegancia del rumbo y el refinamiento requeridos para los papeles principescos. Sin embargo, era igualmente claro que él era capaz de representaciones efectivas en muchos roles diferentes como primer bailarín. Fue una figura deslumbrante en las danzas Balanchine para la producción de Broadway de The Chocolate Soldier (1947), girando y girando con Mary Ellen Moylan. Fue un compañero delicado de Tanaquil Le Clercq en la meditativa Afternoon of a Faun de Jerome Robbins (1953), aportando una sensual y feline languidez a la parte. Fue dramáticamente poderoso en el papel principal del Prodigal Son de Balanchine, fascinado por la Sirena de Yvone Mounsey y luego conmovedoramente contrito mientras se dirigía dolorosamente a casa con su padre. En marcado contraste, fue graciosamente divertido como El Esposo in Robbin's The Concert, fumando su cigarro y revoloteando sobre el escenario con música de mariposas. Y, por supuesto, era misteriosamente cautivador y bello en Orpheus, como el melancólico Ángel Oscuro, el papel por el que quizás sea más recordado.

### Coreografías
En las décadas de 1950 y 1960, Monción experimentó con trabajos de coreografía propios. Hizo cuatro para el New York City Ballet y dos para otras compañías.

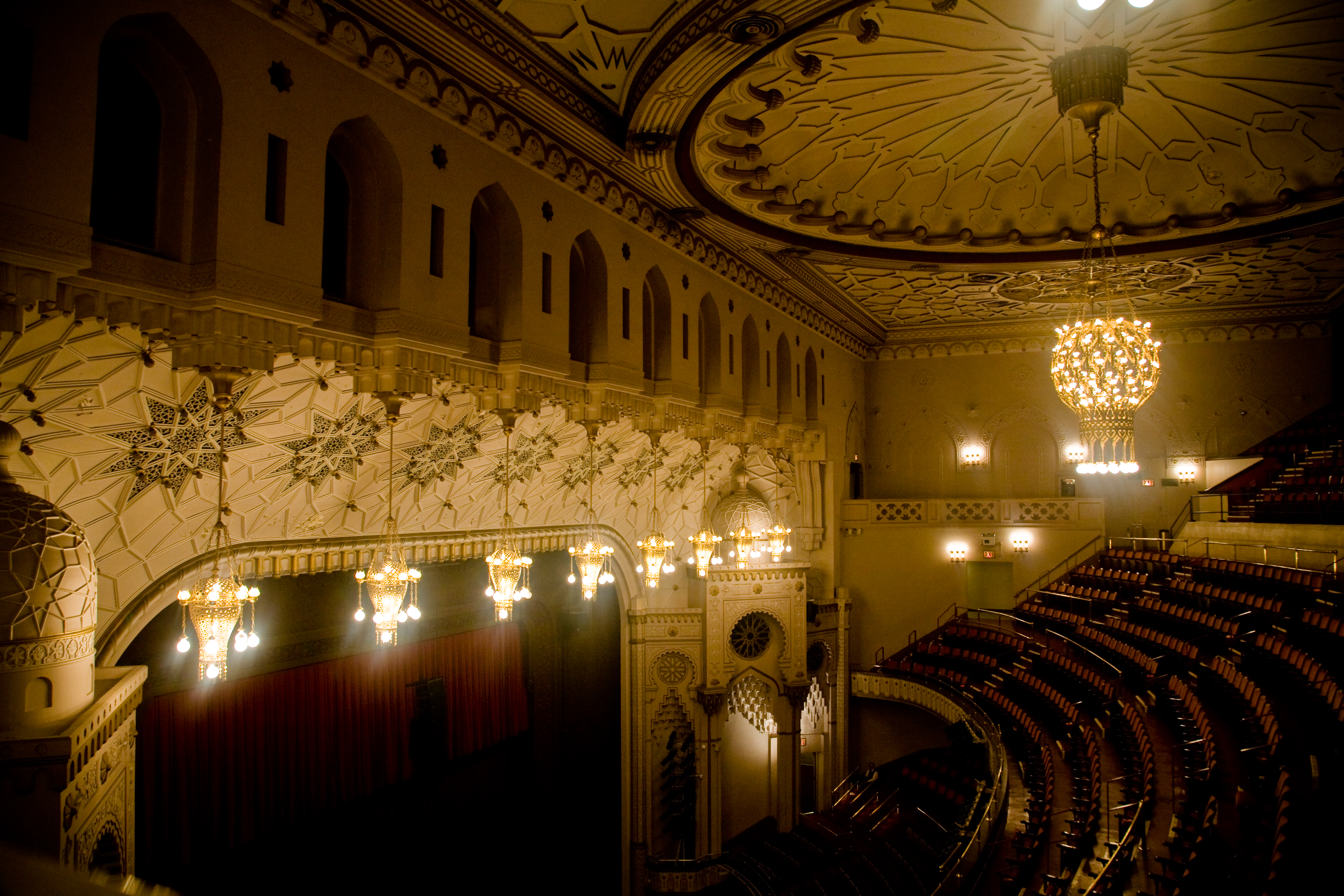
New York City Center -NYC Center auditorium 2008

- 1955 Jeux d'Enfants: Un trabajo colaborativo con Balanchine y Barbara Millberg, Música de Georges Bizet.
- 1957 Pastoral: Música de Charles Turner.
- 1959 Chorus n.º 7: Música de Heitor Villa-Lobos.
- 1960 Les Biches: Música de Francis Poulenc
- 1965 Honegger Concertino: Música de Arthur Honegger, Creado para el Ballet de Pensilvania
- 1966 Night Song: Música de Harold Shapero. Creado para el Washington Ballet.

## Vida personal
El apellido de Monción es bien conocido en la República Dominicana, ya que su familia está relacionada con el General Benito Monción (1826-1898), un oficial del ejército de ascendencia francesa que luchó en la Guerra de Restauración Dominicana. Los antepasados de Monción ciertamente incluían tanto a hispanos como franceses y también a negros africanos. La mayoría de los dominicanos son de orígenes étnicos y raciales mixtos. En 1947, Franciso Monción se convirtió de los Estados Unidos, donde fue considerado un latino caribeño por el resto de su vida.
Duepués de su retiro del escenario en 1983, Monción pasó sus años de ocio en su casa en Woodstock, Nueva York, entregándose a su considerable talento para la pintura al óleo. Sus obras se mostraron en varias exhibiciones de Nueva York. Murió de cáncer en su casa a la edad de 76 años.